# Veronicastrum longispicatum
Veronicastrum longispicatum är en grobladsväxtart som först beskrevs av Merrill, och fick sitt nu gällande namn av Yamazaki. Veronicastrum longispicatum ingår i släktet kransveronikor, och familjen grobladsväxter. Inga underarter finns listade i Catalogue of Life.